# Billy-sur-Oisy
Billy-sur-Oisy è un comune francese di 417 abitanti situato nel dipartimento della Nièvre nella regione della Borgogna-Franca Contea.

## Società

### Evoluzione demografica
Abitanti censiti